# Jelizawietopolskoje
Jelizawietopolskoje (ros. Елизаветопольское) – wieś (sieło) w Rosji, w obwodzie czelabińskim, w rejonie kartalińskim. W 2010 liczyła 531 mieszkańców.